# Wickmanita
La wickmanita és un mineral de la classe dels òxids que pertany al grup de la schoenfliesita. Va ser anomenada en honor del mineralogista suec Frans Erik Wickman (1915-2013).

## Característiques
La wickmanita és un hidròxid de fórmula química Mn²⁺Sn(OH)₆. Cristal·litza en el sistema isomètric en forma d'octaedres, de fins a 4 mm. La seva duresa a l'escala de Mohs és de 4 a 4,5.
Segons la classificació de Nickel-Strunz la wickmanita pertany a «04.FC: Hidròxids (sense V o U), amb OH, sense H₂O; octaedres que comparteixen angles» juntament amb els següents minerals: bernalita, dzhalindita, söhngeïta, burtita, mushistonita, natanita, schoenfliesita, vismirnovita, jeanbandyita, mopungita, stottita, tetrawickmanita, ferronigerita-2N1S, magnesionigerita-6N6S, magnesionigerita-2N1S, ferronigerita-6N6S, zinconigerita-2N1S, zinconigerita-6N6S, magnesiotaaffeïta-6N'3S i magnesiotaaffeïa-2N'2S.

## Formació i jaciments
La wickmanita va ser descoberta a Långban, Filipstad (Värmland, Suècia). Ha estat descrita en diferents ambients de formació: com a mineral rar, tardà, format a baixa temperatura en menes de magnetita i jacobsita-richterita-
biotita manganèsica en skarn en una mena de Fe-Mn metamorfosada (Långban, Suècia); en una pegmatita de nefelina i sienita (Tvedalen, Noruega); en un dipòsit mineral hidrotermal alterat de Granat en skarn (Pitk'aranta, Rússia).
A més, també ha estat descrita a Austràlia, Bolívia, el Canadà, els Estats Units, el Marroc, Mèxic, Namíbia, altres indrets de Noruega, el Regne Unit, la República Txeca i altres indrets de Suècia.